# Spex (magazyn)
Spex – niemiecki magazyn o muzyce pop i rock. 
Główna redakcja znajduje się w Berlinie. Obok muzyki "Spex" opiewa również tematykę związaną z kinem, literaturą, modą i współczesnymi trendami społecznymi.

## Historia

### Początki
Początkowo (od roku 1980) magazyn był wydawany w Kolonii przez grupę pisarzy (Gerald Hündgen, Clara Drechsler, Dirk Scheuring, Wilfried Rütten oraz Peter Bömmels), którzy zdecydowali założyć własną gazetę muzyczną. Początkowo magazyn nazywał się "555", jednak z czasem nazwa została zmieniona na "Spex", co w angielskim slangu oznacza okulary. Nazwa odwołuje się również do zespołu punkowego X-Ray Spex. Początkowo magazyn był rozprowadzany na dworcach kolejowych i sklepach muzycznych, przez co był łatwo dostępny. Artykuły były napisane w bardzo przystępny sposób dla młodzieży oraz dotyczyły nowych i nieznanych artystów. W pierwszym roku pojawiły się cztery wydania "Spex'a". W 1981 został przekształcony z kwartalnika na miesięcznik. W 1983 został zamknięty największy konkurent "Spex'a" - "Sounds". Wówczas gazeta mocno skierowała się w stronę punków i nowej fali. Dzięki nowym dziennikarzom, którzy podjęli współpracę z magazynem (Diedrich Diederichsen oraz Olaf Dante Marx), nabrał on również charakteru bardziej fachowego i literackiego, co tylko umocniło jego pozycję.

### Okres świetności
Około roku 1983 "Spex" dorósł do rangi liczącego się magazynu muzycznego, dzięki podniesieniu jakości artykułów i początkom współpracy z innymi brytyjskimi magazynami tj.: "New Musical Express" czy "The Face". Miesięcznik zaczął wówczas koncentrować się na muzyce pop oraz ogólnie kontekstem popkultury, jednocześnie nadal pojawiały się humorystyczne artykuły o polityce i problemach społecznych. Z czasem część redaktorów (Diedrich Diederichsen, Rainald Goetz, czy Clara Drechsler) zauważyła, że uzyskali znaczącą pozycję opiniotwórczą, przez co zajęli się krytyką muzyczną na szarszą skalę. W listopadzie 1983 na okładce magazynu pojawiła się Madonna. Ponadto "Spex" otworzył nową dyskusję nad nowymi technologiami oraz narastającymi, często niewygodnymi, problemami życia publicznego.
Z powodu olbrzymiej niezależności zespół redaktorski nie był zobowiązany do pogoni za coraz nowszymi trendami, które powoli zaczął lekceważyć. Część świeżych, silnych artystów było odrzucanych i krytykowanych przez magazyn, jeszcze przed ich pełnym startem. Na przykład The Smiths nigdy nie pojawili się w "Spex'ie", z kolei Die Toten Hosen było wychwalane niezależnie od tego czego dokonali na rynku muzycznym w danym okresie. Końcem roku 1999, po 19 latach pracy, "Spex" zbankrutował i został włączony do Piranha Media. Oznaczało to koniec samodzielnego pisania oraz utratę pracy przez dużą część ekipy pracowniczej. Krytycy zauważyli, że upadek "Spex'a" był nieunikniony, jednak prowadził do monopolizacji tej części rynku.

### Odnowa
W grudniu 2006, Piranha Media ogłosiła przeniesienie głównej redakcji z Kolonii do Berlina. Alex Lacher (pisarz związany z magazynem) powiedział, że było to konieczne, aby być bliżej realnego rynku muzycznego w Berlinie, po drugie wskutek zakazania, przez rząd Niemiec, reklamowania produktów wytwarzanych przez firmy tytoniowe, magazyn utracił dużą część zysków i został zmuszony do zamknięcia jednego ze swych biur (Koloni, Monachium lub Berlinie). Decyzja ta umożliwiła również Piranha'ie rozwiązać współpracę z resztą starej ekipy "Spex'a".  Przeniesienie planowano na lato 2006, ale udało się to dokończyć dopiero w grudniu. Stara ekipa "Spex'a" utraciła pracę po wydaniu numeru ze stycznia 2007. Max Dax został "ojcem" nowego "Spex'a" ulokowanego w okolicy Kreuzberga. Teraz magazyn został skierowany na muzykę techno.

### Nowy"Spex"
W Marcu 2007 pojawił się pierwszy numer wydany w Berlinie. Wówczas "Spex" został przekształcony w dwumiesięcznik. Decyzja ta została podjęta pod wpływem zmiany profilu magazynu oraz dążeniem do obszerniejszej analizy nowych trendów oraz rynku muzycznego. "Spex" stał się wówczas magazynem w pełni krytycznym i skupionym na ewolucji społecznej. Został on wzbogacony o więcej stron, artykułów oraz dokładniejsze analizy nagrań artystów. Ważnym tematem stała się globalizacja, rozwój świata cyfrowego, odpolitycznianie świata oraz problemy przemysłu muzycznego. 
Dziś "Spex" jest liczącą się i popularną marką w Niemczech.2011-07 Na początku 2007 jego nakład wynosił 18 400 kopii, co wzrosło pod koniec roku do 21 349- wzrost o 14%.